# Katedrala u Roskildeu
Katedrala u Roskildeu (danski: Roskilde Domkirke) je luteranska prvostolnica u gradu Roskilde na otoku Zeland u istočnoj Danskoj. Izgrađena je u 12. i 13. stoljeću s romaničkim i gotičkim odlikama i pročeljem s dva tornja koji dominiraju gradom. To je prva gotička katedrala koja je bila izgrađena od opeke, te je snažno utjecala na razvoj ovog stila u sjevernoj Europi, gdje je postao dominantan stoljećima. Zbog toga je 1995. godine upisana na UNESCO-ov popis mjesta svjetske baštine u Europi. 
Bila je jedinom katedralom na Zelandu sve do 20. stoljeća, a danas je jedna od vodećih danskih turističkih atrakcija koja privlači oko 125.000 posjetitelja svake godine. od 1987. u katedrali djeluje vodeći danski dječji hor, Roskildski dječaci, a u katedrali se redovito izvode glazbeni koncerti tijekom cijele godine.

## Povijest i odlike
Prema kroničaru Adamu Bremenskom, Katedralu u Roskildeu je osnovao Harald I. Danski, kralj Danske i Norveške, 985. godine izgradivši prvu drvenu crkvu na brdu iznad Roskildea koji je načinio svojom prijestolnicom. On je navodno i sahranjen u njoj, premda za to nema dokaza. U 11. stoljeću je na mjestu drvene crkve Estrid, sestra kralja Knuta Velikog i majka Svena Estridssona, dala izgraditi kamenu crkvu. 
God. 1170. je započeta izgradnja današnje katedrale od opeke u romaničkom stilu, a dovršena je 1280. godine izgradnjom gotičkog kora. Roskildska katedrala je bila krunidbenom crkvom i glavnim mauzolejom danskih kraljeva od 15. stoljeća, te je zbog toga više puta proširivana i dodane su joj mnoge grobne kapele posvećene brojnim svecima. 
Nakon protestantske reformacije 1536. godine, biskupski dvor se preselio u Kopenhagen gdje se od tada izvodile kraljevske krunidbe u Gospinoj crkvi (Vor Frue Kirke), ili u kapeli dvorca Frederiksborg. Roskildska katedrala je izbjegla sudbinu drugih crkvi koje su uništene u ikonoklastičkom pohodu luterana, samo zbog toga što je bila kraljevskim mauzolejom.
God. 1690. kralj Kristijan V. je dio kora pretvorio u grobnicu za sebe, svog sina, Fridrika IV. i njegove žene.

## Odlike
Glavni oltar je djelo antwerpenskih majstora iz 1560. godine i za protestantski oltar iznimno je bogato ukrašen reljefima s prizorima Isusova djetinjstva i pasije.
U crkvi je sahranjen 21 danski kralj, 17 kraljica i brojni drugi dostojanstvenici. Znamenit je i tzv. "Kraljevski stup" na kojemu je zabilježena visina nekoliko europskih vladara od kojih su najviši bili Kristijan I. (219 cm) i Petar I. Veliki (208 cm).

### Kraljevske grobnice
| - Harald I Danski (navodno; preminuo oko 979. – 987.) - Sven I. Rašljobradi (1014.) - Sven II. danski (1076.) - Margareta I. Danska (1412.) - Kristofer III. Bavarski (1448.) i kraljica Dorotea Brandenburška (1495.) - Kristijan I. (1481.) - Kristijan III. (1559.) i kraljica Dorotea od Saske-Lauenburga (1571.) - Fridrik II. Danski (1588.) i kraljica Sofija od Mecklenburg-Güstrowa (1631.) - Kristijan IV. (1648.) i kraljica Ana Katarina od Brandenburga (1612.) - Danski prijestolonasljednik Kristijan (1655.) - Fridrik III. Danski (1670.) i kraljica Sofija Amalija od Brunswick-Lüneburga (1685.) - Kristijan V. (1699.) i kraljica Charlotte Amalie od Hesse-Cassela (1714.) | - Fridrik IV. (1730) i kraljice: Lujza od Mecklenburg-Güstrowa (1721.) i Ana Sofija Reventlow (1743.) - Kristijan VI. (1746.) i kraljica Sofija Magdalena od Brandenburg-Kulmbacha (1770.) - Fridrik V. (1766.) i kraljice: Lujza Britanska (1751.) i Julijana Marija od Brunswick-Wolfenbüttela (1796.) - Kristijan VII. (1808.) - Fridrik VI. (1839.) i kraljica Marija Sofija Frederikke (1852.) - Kristijan VIII. (1848.) i kraljica Karolina Amalija od Schleswig-Holstein-Sonderburg-Augustenburga (1881.) - Fridrik VII. (1863.) - Kristijan IX. (1906.) i kraljica Luujza od Hesse-Kassela (1898.) - Fridrik VIII. (1912.) i kraljica Lovisa Švedska (1926.) - Kristijan X. (1947.) i kraljica Aleksandrina od Mecklenburg-Schwerina (1952.) - Fridrik XI. (1972.) i kraljica Ingrid Švedska (2000.) |

## Vanjske poveznice
- Kolekcija fotografija katedrale i kraljevskih grobnica
- Roskildska katedrala Posjećeno 22. prosinca 2010.